# Грінфілд Тауншип (округ Ері, Пенсільванія)
Грінфілд Тауншип (англ. Greenfield Township) — селище (англ. township) в США, в окрузі Ері штату Пенсільванія. Населення — 1803 особи (2020).

## Демографія
Згідно з переписом 2010 року, у селищі мешкали 1933 особи в 707 домогосподарствах у складі 549 родин. Було 744 помешкання
Расовий склад населення:
| - 98,4 % — білих - 0,3 % — азіатів - 0,2 % — чорних або афроамериканців - 0,1 % — корінних американців |

До двох чи більше рас належало 1,0 %. Частка іспаномовних становила 0,6 % від усіх жителів.
За віковим діапазоном населення розподілялося таким чином: 23,7 % — особи молодші 18 років, 66,6 % — особи у віці 18—64 років, 9,7 % — особи у віці 65 років та старші. Медіана віку мешканця становила 41,7 року. На 100 осіб жіночої статі у селищі припадало 107,4 чоловіків;  на 100 жінок у віці від 18 років та старших — 105,6 чоловіків також старших 18 років.
Середній дохід на одне домашнє господарство  становив 70 747 доларів США (медіана — 60 714), а середній дохід на одну сім'ю — 79 482 долари (медіана — 71 250). Медіана доходів становила 51 786 доларів для чоловіків та 33 452 долари для жінок. За межею бідності перебувало 6,9 % осіб, у тому числі 6,0 % дітей у віці до 18 років та 6,5 % осіб у віці 65 років та старших.
Цивільне працевлаштоване населення становило 959 осіб. Основні галузі зайнятості: виробництво — 24,7 %, освіта, охорона здоров'я та соціальна допомога — 22,7 %, будівництво — 11,3 %, роздрібна торгівля — 10,0 %.